# Constantin Popa
Constantin Popa (Bucarest, Rumanía, 17 de febrero de 1971) es un exjugador de baloncesto rumano que medía 2,21 metros y cuya posición en la cancha era la de pívot. Actuó en el baloncesto universitario y en las ligas menores estadounidenses, antes de desarrollar una carrera profesional en Francia e Israel. Representó a su país a nivel internacional, tanto a nivel juvenil como a nivel absoluto. 

## Trayectoria
Popa se formó en la cantera del Dínamo de Bucarest, equipo para el cual jugó antes de migrar a los Estados Unidos para insertarse en el baloncesto local. 
Asistió durante un año a la Fork Union Military Academy en Virginia, antes de ser reclutado por los Miami Hurricanes, un equipo de la División I de la NCAA. En sus cuatro años allí se destacó tanto en el juego ofensivo como en el juego defensivo, logrando 85 bloqueos en la temporada 1992-93, lo que nadie volvería a lograr en los Hurricanes hasta 2005. Sus exitosas campañas en el equipo fueron reconocidas por la Universidad de Miami en 2019, año en que su nombre fue incluido en el Salón de la Fama Deportivo de la institución.
Al dejar el baloncesto universitario estadounidense, se presentó al Draft de la NBA de 1995, donde fue elegido por Los Angeles Clippers en la posición 53 de la segunda ronda, aunque nunca llegó a debutar en dicha competición. También fue escogido en el Draft de la USBL por los Miami Tropics, pero, al igual que en el caso anterior, nunca jugó en esa liga. Donde si jugó brevemente fue en la CBA, donde vistió la camiseta de los Florida Beach Dogs en 9 encuentros.
En la primavera de 1996 se unió al Pau-Orthez, para jugar el tramo final de la temporada 1995-96 de la LNB, ayudando a su equipo a consagrarse campeón del torneo.
Luego de ello proseguiría su carrera en Israel, país del que adquirió la ciudadanía. Tuvo un paso muy exitoso por el Maccabi Tel Aviv BC, donde ganó varios títulos a nivel local y se destacó también en la Euroliga de la FIBA 1999-00, torneo en que su equipo terminó como subcampeón. Popa jugaría su última temporada como profesional con el Hapoel Jerusalem B.C., retirándose de la alta competencia deportiva a los 30 años de edad.

## Selección nacional
Popa jugó con la selección de su país, tanto a nivel juvenil como a nivel absoluto.
Con los juveniles jugó en el Campeonato Europeo de Baloncesto Masculino Sub-16 de 1987, en el Campeonato Europeo de Baloncesto Masculino Sub-18 de 1990 y en el Campeonato Europeo de Baloncesto Sub-20 de 1992.
En tanto que con la selección absoluta hizo su debut en el Campeonato Europeo de Baloncesto Masculino de 1987, a donde fue llevado por el entrenador para que comenzara a ganar experiencia en torneos internacionales. También disputó el Torneo Preolímpico de 1992. 

## Vida privada
Tras retirarse, Popa regresó a los Estados Unidos y trabajó como entrenador de baloncesto en una escuela secundaria, y luego, entre 2006 y 2016, como entrenador del equipo de baloncesto femenino de la Universidad de Indianapolis.
Es padre de cinco hijos, cuatro de los cuales compitieron en el circuito deportivo universitario estadounidense: Tristan Popa y Tatiana Popa en baloncesto, Dayana Popa en clavadismo y Dominique Popa en fútbol.